# 马来西亚工艺大学
1°33′33″N 103°38′29″E / 1.55917°N 103.64139°E
马来西亚理工大学（简称「工大」或UTM；又称「马来西亚工艺大学」），是马来西亚史上最悠久及闻名的专门教授工程与科技的国立大学，并提供各种工程与技术科系。此外，工大在校内不同的学院也提供教育科系、理科科系、管理科科系以及人力资源发展科系。
工大可说是马来西亚工程师及相关专业人士的主要来源，而工大校友会则在工程与科技相关领域的发展方面也扮演了一定的角色。工大的2万多学生当中，有超过25%是修读硕士以及博士学位。自90年代起，来自亚洲邻国、中东以及非洲的工大外国留学生也渐渐增加，尤其是修读硕士和博士学位的留学生。工大毕业生也逐渐到世界各地的学术和专业机构发展。学校文凭受马来西亚政府承认，教学以马来文与英文为主。
2023年QS世界大学排名中，马来西亚理工大学位居世界第219名、亚洲排名第38名、马来西亚国内本地大学排名第5名。此外，马来西亚工艺大学也被QS评估为「5星大学」（5-Star University）。

## 历史
工大在1904年位于吉隆坡市议会大厦以技术班形式成立。1906年，该技术班已扩展为技术学校，并位于 Batu Lane Malay School，后来则搬迁至 Bukit Nanas 的博物馆楼。
1925年，公共工程部在吉隆坡今日的敦辛班丹街（旧称 十五碑街）开发了技术学校以训练该部门以及土地与测量局的技术员工。1930年，吉隆坡技术学校以扩大为由，计划搬迁到今日的万达街（旧称 High Street）的新校园。
该计划因为第二次世界大战的爆发而只能在1946年实行。这时，该学校已被命名为吉隆坡技术学院。当时，技术学员所提供的文凭科系包括土木工程、机械工程、电子工程、建筑、城市与相去规划、土地测量以及工料测量，每科系长达3年。新的技术学院的建设在1951年位于现在的士马勒街（旧称葛尼街）正式动土，并于1955年3月全面使用。1960年，该学院开始提供学士学位工程科系。修读该科系的学生都得报考土木工程师协会以及英国机械工程师协会办的专业工程师考试，而及格率令人鼓掌。
1967年，马来西亚高等教育策划委会决定在1969年起将技术学院升格为拥有大学资格的工艺学府。但这项计划则在1971年大学与学院法令第6(1)条规之下接纳成立国家科技学院之后，于1972年3月14日才落实。1975年4月1日，科技学院终于升格为现今的‘马来西亚工艺大学’。
该大学与数国家的教育机构合作，并提供108硕士以及博士学位的工程和工艺科系。

## 院校
校园由主校区和分校区组成。主校区位于柔佛州新山市，占地1177公顷（17650亩）；分校区位于吉隆坡市，占地18公顷（270亩），也称为“城市校园”。总校位於马来西亚半岛南部的柔佛州，新山市的距离有大约20公里，是当前全国的公立大学其中，继博特拉大学之后，土地面积第二最大的公立大学。它相当靠近士乃国际机场。
工大的分校则位于在吉隆坡的士马勒街，并拥有0.18平方公里的面积，是专门提供文凭科系的分校。

## 基本设备
工大也为残障人士及学生提供硬体设施，以方便他们在校园内的走动及学习。

## 图书馆

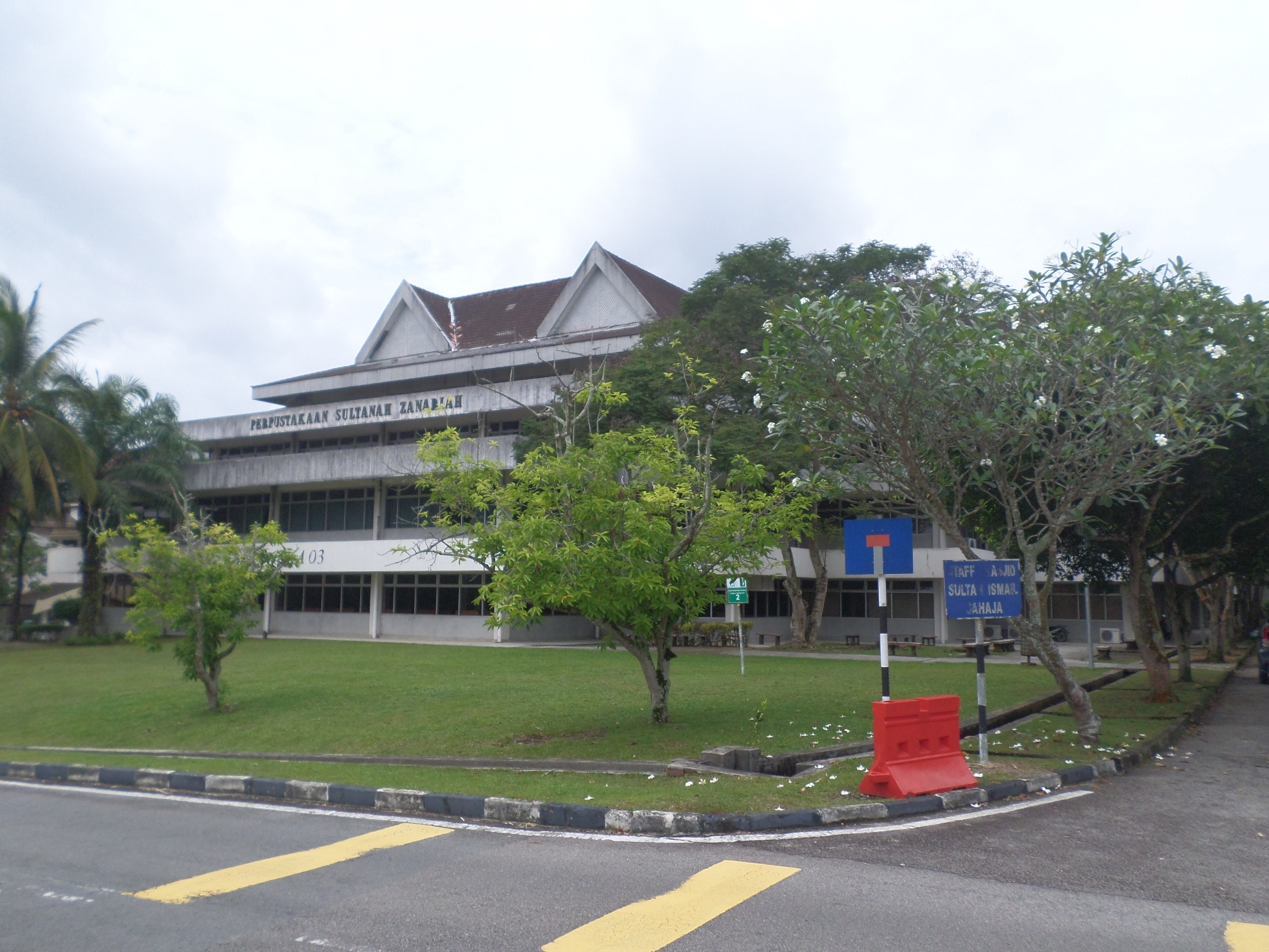
苏丹娜扎娜丽雅图书馆

工大图书馆，命名为苏丹娜扎娜丽雅图书馆 （Perpustakaan Sultanah Zanariah, 简称: PSZ）位于工大总校的中央区，并且在总校的CEPP及吉隆坡分校也有分馆。此图书馆在 1991年2月3日由该大学的校长，柔佛州苏丹后－苏丹娜扎娜丽雅开幕。
PSZ 在2005年曾经获得马来西亚最佳学术图书馆，是间拥有3,422座位及大约近50万本的书藏的五层楼图书馆。大部分的书藏都是科学及工艺领域的参考书。然而，PSZ 正积极努力增加及购买有关社会科学及人文领域的书籍。

## 宿舍（总校）
工大的整个校园范围可分为两个主要区，从天空上往下去可将这两区以环的形状来形容，即‘内环’和‘外环’。早期的宿舍都建于内环区，这些宿舍的栋楼都是以马来甘榜（乡村）式的房子建成的。后来的宿舍则以高楼式建成的，并落于外环区。内环区的几间宿舍后来曾建宿舍楼也是以高楼式建成的。值得一提的是在工大的宿舍不是以一般使用的马来文字'asrama'来命名，而是以'kolej'（学院）命名。

### 内环区宿舍
|   | 宿舍名称                                | 简称 | 旧时名称                                   | 栋楼构造式                    | 注                                                                                 |
| - | --------------------------------------- | ---- | ------------------------------------------ | ----------------------------- | ---------------------------------------------------------------------------------- |
| 1 | 拉曼布特拉宿舍 (Kolej Rahman Putra)     | KRP  | 第一宿舍 (Kolej 1)、 Kolej Pelajar Meranti | 马来甘榜（早期） 高楼（后期） |                                                                                    |
| 2 | 敦花蒂玛宿舍 (Kolej Tun Fatimah)        | KTF  | 第二宿舍 (Kolej 2)、 Kolej Pelajar Berlian | 马来甘榜（早期） 高楼（后期） | 女生宿舍                                                                           |
| 3 | 敦拉萨宿舍 (Kolej Tun Razak)            | KTR  | 第三宿舍 (Kolej 3)、 Kolej Pelajar Cengal  | 马来甘榜（早期） 高楼（后期） |                                                                                    |
| 4 | 敦胡申翁宿舍 (Kolej Tun Hussein Onn)    | KTHO | 第四宿舍 (Kolej 4)                         | 马来甘榜（早期） 高楼（后期） |                                                                                    |
| 5 | 敦依斯迈医生宿舍 (Kolej Tun Dr. Ismail) | KTDI | 第五宿舍 (Kolej 5)、 Kolej Pelajar Resak   | 马来甘榜（早期） 高楼（后期） | 由于学生后备军团的训练场地位于 该宿舍附近，所由参予军团的学生 都必须住宿在此宿舍。 |

注：第十一宿舍(Kolej 11)于2013年被并入敦依斯迈医生宿舍。

### 外环区宿舍
|   | 宿舍名称                                  | 简称 | 旧时名称                                  | 栋楼构造式                    | 注 |
| - | ----------------------------------------- | ---- | ----------------------------------------- | ----------------------------- | --- |
| 1 | 校长陛下宿舍 (Kolej Tuanku Canselor)      | KTC  | 第六宿舍 (Kolej 6)、 Kolej Pelajar Kempas | 马来甘榜（早期） 高楼（后期） | 工大体育中心 (Kompleks Sukan) 坐落靠近KTC。 |
| 2 | 柏达纳宿舍 (Kolej Perdana)                | KP   |                                           | 高楼                          | 工大第一栋外组旅馆(Scholar Inn)也坐落于此。 |
| 3 | 第九宿舍 (Kolej 9)                        | K9   |                                           | 高楼                          | 女生宿舍，拥有特别构造， 即是两栋'U'字母形的楼组成的。 |
| 4 | 第十宿舍 (Kolej 10)                       | K10  |                                           | 高楼                          | 男生宿舍，和K9同时建起， 也是由两栋'U'字母形的楼组成的。 |
| 5 | 拿汀斯里恩顿宿舍 (Kolej Datin Seri Endon) | KDSE | 第十二、十三宿舍 (Kolej 12 & 13)          | 高楼                          | 男女生宿舍，原本是两间分开的宿舍， 后来由同一个行政单位处理该宿舍。 该宿舍现今的名称是以马来西亚 第五位首相，拿督斯里阿都拉巴达威 的已故夫人，拿汀斯里恩顿命名的。 |
| 6 | 敦嘉化峇峇宿舍 (Kolej Tun Ghafar Baba)    | KTGB | 第十四、十五宿舍 (Kolej 14 & 15)          | 高楼                          | 男生宿舍，原本是两间分开的宿舍， 后来由同一个行政单位处理该宿舍。 该宿舍现今的名称是以已故的 马来西亚前副首相，敦嘉化峇峇命名的。在2013年6月起被用作为外组旅馆。   |
| 7 | 拿督翁惹化宿舍 (Kolej Dato Onn Jaafar)    | KDOJ | 第十六、十七宿舍 (Kolej 16 & 17)          | 高楼                          | 男生宿舍，原本是两间分开的宿舍， 后来由同一个行政单位处理该宿舍。                                                                                                  |

## 学术中心

### 学院
- 环境建筑学院（Fakulti Alam Bina dan Ukur, FABU）
- 土木工程学院（Fakulti Kejuruteraan Awam, FKA）
- 电气工程学院（Fakulti Kejuruteraan Elektrik, FKE）
- 机械工程学院（Fakulti Kejuruteraan Mekanikal, FKM）
- 化学工程与能源工程学院，是原为化学工程与天然资源工程学院和石油与再生能源工程学院的合拼学院（Fakulti Kejuruteraan Kimia dan Kejuruteraan Tenaga, FKT，是前身为Fakulti Kejuruteraan Kimia dan Kejuruteraan Sumber Asli, FKKKSA与Fakulti Kejuruteraan Petroleum dan Kejuruteraan Tenaga Diperbaharui,FPREE的合拼学院）
- 地理资讯与土地管理学院，原为地理资讯科学与工程学院（Fakulti Geoinformasi dan Harta Tanah, FGHT, 前身为Fakulti Kejuruteraan dan Sains Geoinformasi, FKSG）
- 教育学院（Fakulti Pendidikan, FP）
- 管理与人力资源发展学院（Fakulti Pengurusan dan Pembangunan Sumber Manusia, FPPSM）
- 理科学院（Fakulti Sains, FS）
- 电脑科学学院，原为电脑科学与资讯系统学院（Fakulti Komputeraan, FK)
- 理科与工艺学院（Kolej Sains dan Teknologi, KST; 设在吉隆坡分校，专提供文凭科系）

## 校友
- 安努亚慕沙，马来西亚政治人物，为巫统党员、前國民陣線总秘书。在第四任首相马哈迪·莫哈末执政下曾担任马来西亚青年及体育部长及农村发展部长。
- 沙兹曼，马来西亚政治人物、巫统森美兰淡边国会议员，曾担任公共工程部长。
- 阿德里·扎哈里，马来西亚政治人物，国家诚信党马六甲州主席，也是马六甲州第11任首席部长。
- 李凯伦，马来西亚政治人物，人民公正黨槟城州立法议会马章武莫议员。
- 曾敏凯，马来西亚政治人物，现任吉打州亚罗士打国会议员，曾任玻璃市州议会英特拉稼秧岸和霹雳州议会新邦波赖议员。